# Musa Amer Obaid
Pour les articles homonymes, voir Kipkirui.
Musa Amer Obaid (né Moses Kipkirui le 18 avril 1985) est un athlète kényan naturalisé qatarien, spécialiste du 3 000 mètres steeple.

## Biographie
Il se classe deuxième des championnats du monde juniors de 2004 à Grosseto, et y établit un nouveau record d'Asie junior du 3 000 m steeple en 8 min 23 s 38. Il participe aux Jeux olympiques d'été de 2004, à Athènes, où il termine au pied du podium du 3 000 m steeple en 8 min 7 s 18, nouveau record personnel.
Musa Amer Obaid remporte la médaille d'or du 3 000 m steeple lors des championnats d'Asie 2005, à Incheon, dans le temps de 8 min 33 s 62. 
Il est suspendu deux ans pour dopage, de septembre 2006 à septembre 2008.

### Palmarès
| Date | Compétition                   | Lieu     | Résultat | Épreuve         | Performance   |
| ---- | ----------------------------- | -------- | -------- | --------------- | ------------- |
| 2004 | Championnats du monde juniors | Grosseto | 2e       | 3 000 m steeple | 8 min 23 s 38 |
| 2004 | Jeux olympiques               | Athènes  | 4e       | 3 000 m steeple | 8 min 07 s 18 |
| 2005 | Championnats d'Asie           | Incheon  | 1er      | 3 000 m steeple | 8 min 33 s 62 |
| 2005 | Championnats du monde         | Helsinki | 9e       | 3 000 m steeple | 8 min 20 s 22 |

### Records
| Épreuve         | Performance  | Lieu    | Date         |
| --------------- | ------------ | ------- | ------------ |
| 3 000 m steeple | 8 min 7 s 18 | Athènes | 24 août 2004 |